# Mark Szemjonovics Rakita
Mark Szemjonovics Rakita (Moszkva, 1938. július 22. –) olimpiai és világbajnok szovjet kardvívó, az International Jewish Sports Hall of Fame tagja
A Dagesztáni pedagógiai főiskolán szerzett diplomát 1969-ben. A CSzKA egyesület sportolója volt. 1962-1972 között volt a szovjet vívóválogatott egyik legstabilabb tagja.